# Butale
Butale è un villaggio del Botswana situato nel distretto Nordorientale, sottodistretto di North East. Il villaggio, secondo il censimento del 2011, conta 549 abitanti.

## Località
Nel territorio del villaggio sono presenti le seguenti 3 località:
- Hoys Farm di 2 abitanti,
- Ngwambe Vet Camp di 2 abitanti,
- Vet Camp PKT 25 di 3 abitanti